# Patata rossa di Colfiorito
La Patata rossa di Colfiorito  è un prodotto agroalimentare tradizionale per la zona degli altopiani di Colfiorito, quello che ha contribuito in maniera sostanziale al suo sviluppo.
Timidamente introdotta nel 1963, la varietà désirée nel giro di pochi anni ha trovato il consenso di tutti gli agricoltori della zona, essendosi rivelata particolarmente adatta alle condizioni climatiche e ambientali degli altipiani a differenza della nostrale patata bianca; la coltivazione di quest'ultima è ormai del tutto abbandonata.
Alla patata rossa è dedicata dal 1978 una sagra.

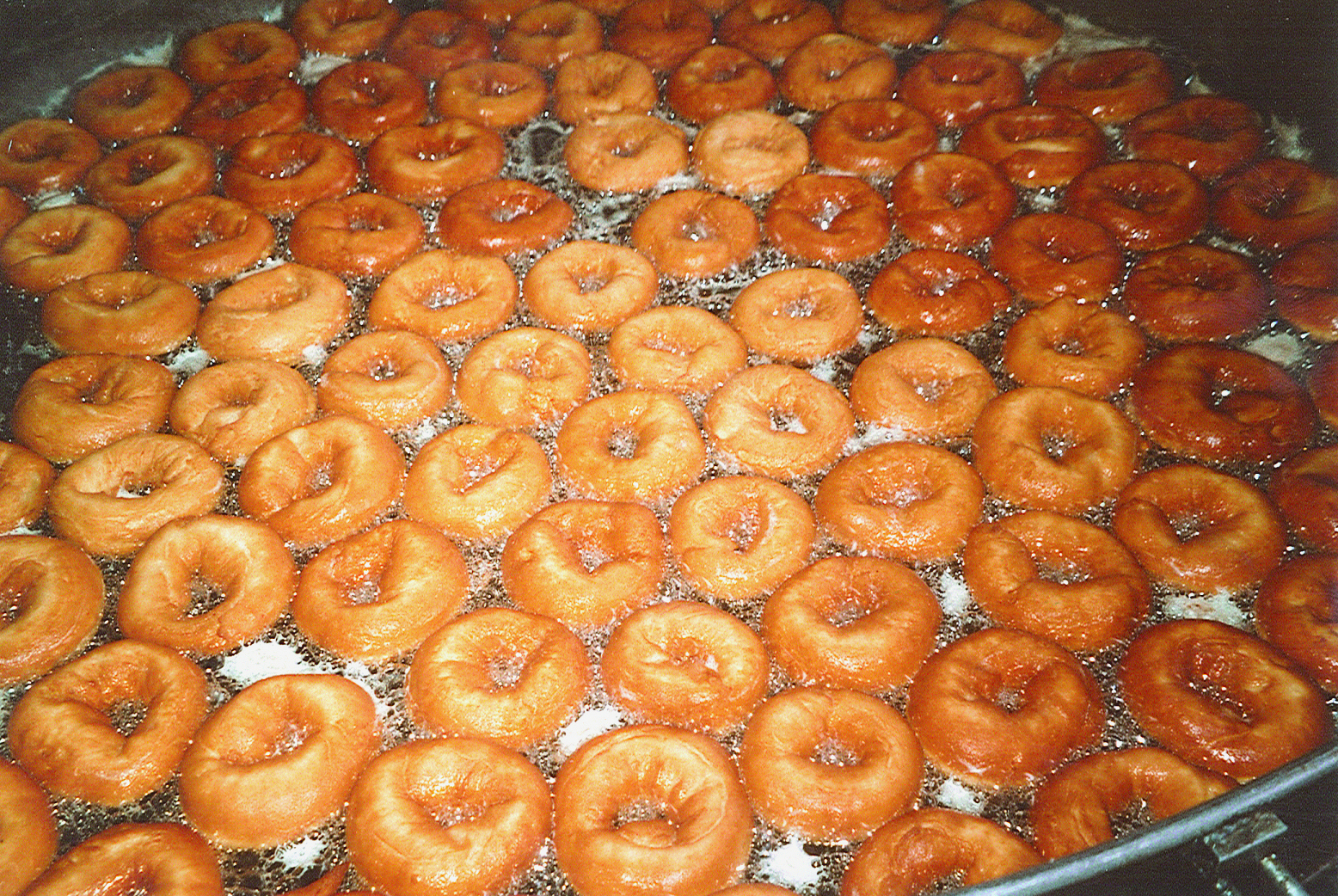
Ciambelle dolci di patate rosse di Colfiorito